# Redfern

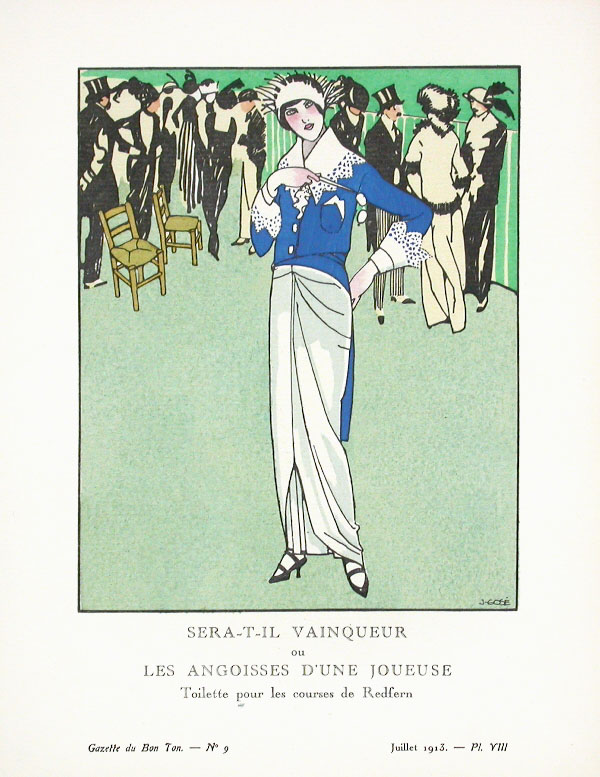
Ilustración de 1913, de un vestido para asistir a las carreras que apareció en la Gazette du Bon Ton.

Redfern fue una casa de alta costura británica con sucursales en París y los Estados Unidos, que funcionó entre 1881 y 1929. Fue fundada en Londres en 1855 por John Redfern. Sus diseños fueron presentados a menudo en la Gazette du Bon Ton. En 1879, creó un vestido tipo suéter, que fue usado por Lillie Langtry y se hizo conocido como el «Jersey Lily» (por Jersey, su lugar de nacimiento). John Redfern fue nombrado costurero de la reina en 1888. La casa Redfern diseñó el primer uniforme femenino de la Cruz Roja en 1916.